# Sautillé
Sautillé (czyt. sotie), saltato – sposób smyczkowania w grze na instrumencie smyczkowym, który polega na muskającym, lekko odskakującym pociągnięciu smyczka.